# Bischwiller
Bischwiller (en alemán: Bischweiler) es una localidad y comuna francesa del departamento de Bajo Rin, en la región de Alsacia.
Situada en la ribera del río Móder, tiene fábricas metalúrgicas, de yute, maquinaria, y de elaboración de cerveza.